# Gagea soleirolii
Gagea soleirolii là một loài thực vật có hoa trong họ Liliaceae. Loài này được F.W.Schultz miêu tả khoa học đầu tiên năm 1836.